# خوان مانويل رودريغيز
خوان مانويل رودريغيز (بالإسبانية: Juan Manuel Rodríguez)‏ (و. 1771 – 1847 م) هو سياسي سلفادوري، ولد في سان سلفادور، توفي عن عمر يناهز 76 عاماً.